# 热尔迈
热尔迈（法語：Germay，法語發音：[ʒɛʁmɛ]）是法国上马恩省的一个市镇，属于圣迪济耶区。

## 地理
热尔迈（48°24'35"N, 5°21'24"E）面积11.96 平方千米，位于法国大東部大區上马恩省，该省份为法国东北部内陆省份，北起马恩省和默兹省，西接奥布省，西南接科多尔省，东南接上索恩省，东临孚日省。
与热尔迈接壤的市镇（或旧市镇、城区）包括：热尔米赛、勒泽维尔、莫里永维利耶、托南斯莱穆兰、格朗、埃皮宗。

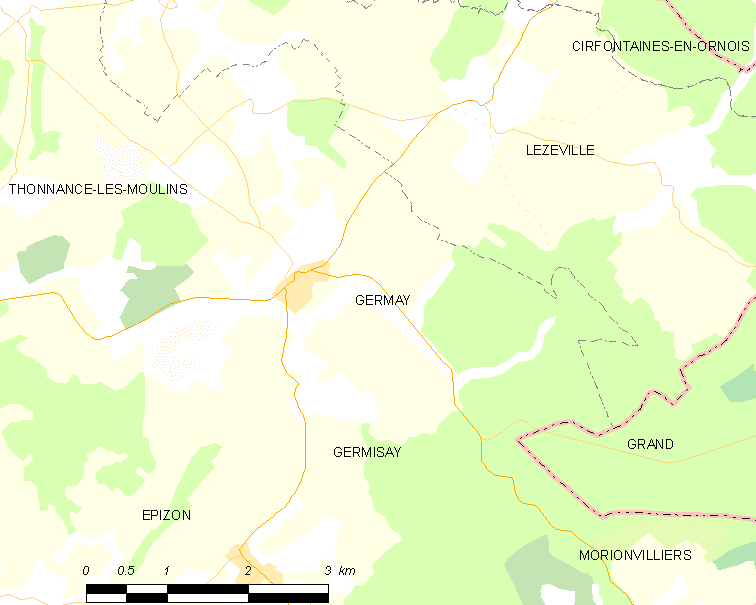
热尔迈的OSM定位图

热尔迈的时区为UTC+01:00、UTC+02:00（夏令时）。

## 行政
热尔迈的邮政编码为52230，INSEE市镇编码为52218。

## 政治
热尔迈所属的省级选区为普瓦松县。

## 人口

1962-2008年间热尔迈人口变化图示

热尔迈于2022年1月1日时的人口数量为49人。